# Hôtel de Froissard

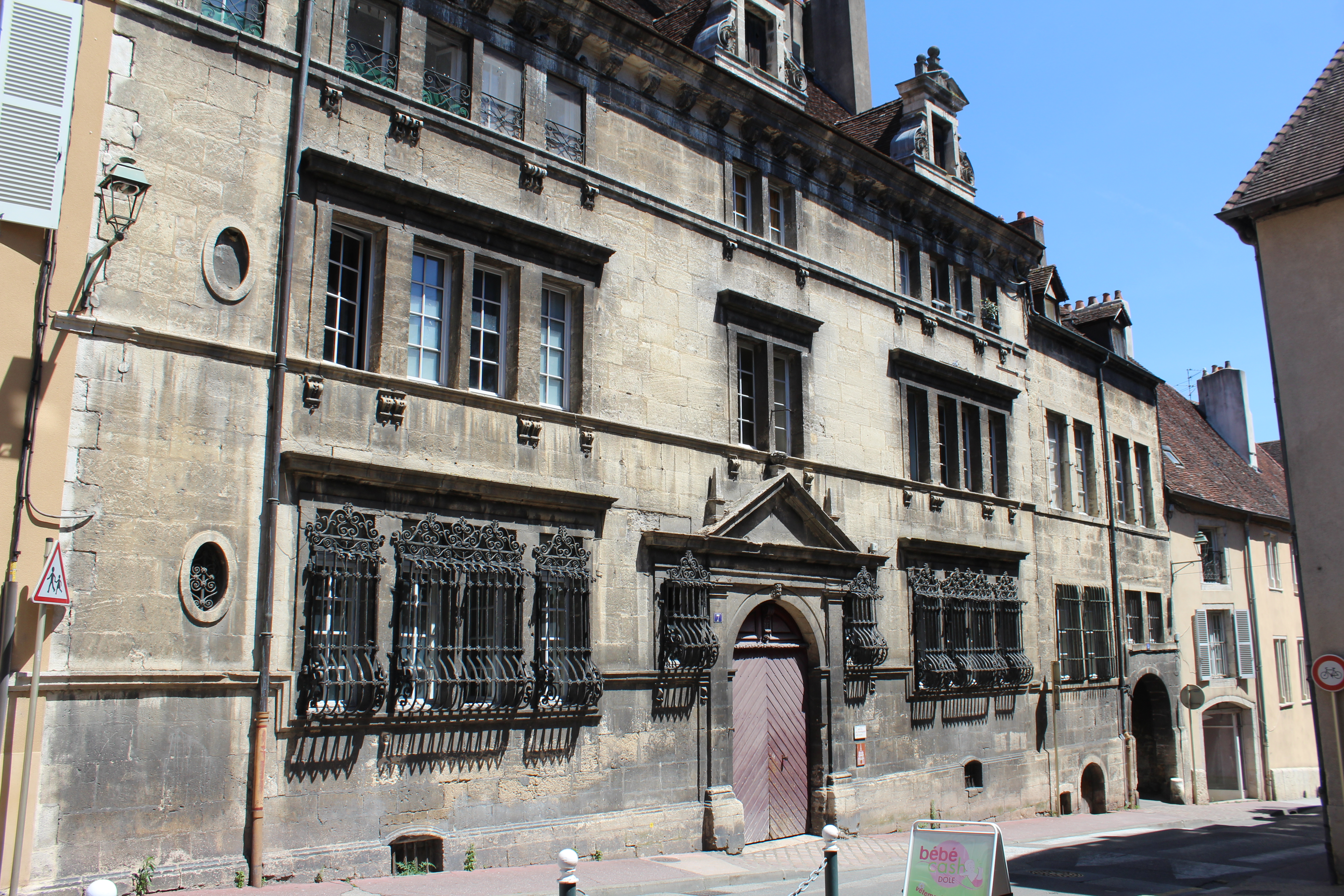
Hôtel Froissard in Dole (Frankrijk)

Het Hôtel de Froissard, ook Hôtel de Balay genoemd (17e eeuw) was een adellijke residentie in de stad Dole, in het Frans departement Jura. Dole behoorde bij de bouw van het Hôtel tot de Franche-Comté, een door Spanje bestuurd vrijgraafschap in het Heilige Roomse Rijk. Na het verdrag van Nijmegen (1678) werd Franche-Comté Frans gebied.

## Historiek
De adellijke familie de Froissard liet haar residentie optrekken in de jaren 1630. De architect-wiskundige was Jean Boyvin, die later voorzitter werd van het parlement van Dole (vrijgraafschap Bourgondië). De stijl van het gebouw is renaissance. Smeedijzeren traliewerk versiert de ramen aan de voorgevel. Door de ingangspoort kwam de bezoeker in een U-vormige traphal. Verder in het gebouw bevindt zich een vierkanten binnenplaats met een open galerij of loggia op het eerste verdiep. De traphal leidt naar de loggia. Op het gelijkvloers bevindt zich een salon met een monumentale open haard (17e-eeuws).
Later, in de Franse tijd, bezat de familie de Balay het Hôtel; vandaar de naam Hôtel de Balay. In de 18e eeuw werden nog fraaie open haarden aangelegd op de bovenverdiepingen.
Sinds de 20e eeuw is het stadspaleis opnieuw in handen van de familie de Froissard. Delen van het gebouw zijn beschermd historisch erfgoed geworden. Het gaat met name om de voorgevel, de loggia en de open haarden.